# Acrogenoides
Acrogenoides is een kevergeslacht uit de familie van de boktorren (Cerambycidae). De wetenschappelijke naam van het geslacht werd voor het eerst geldig gepubliceerd in 1945 door McKeown.

## Soorten
Acrogenoides is monotypisch en omvat slechts de volgende soort:
- Acrogenoides tinctus (Blackburn, 1896)